# Ютвиллер
Ютвиллер (фр. Uttwiller) — коммуна на северо-востоке Франции в регионе Гранд-Эст (бывший Эльзас — Шампань — Арденны — Лотарингия), департамент Нижний Рейн, округ Саверн, кантон Буксвиллер.
Площадь коммуны — 2,99 км², население — 172 человека (2006) с тенденцией к снижению: 161 человек (2013), плотность населения — 53,9 чел/км².

## Население
Население коммуны в 2011 году составляло 167 человек, в 2012 году — 164 человека, а в 2013-м — 161 человек.
| 1962 | 1968 | 1975 | 1982 | 1990 | 1999 | 2006 | 2008 | 2011 | 2012 | 2013 |
| ---- | ---- | ---- | ---- | ---- | ---- | ---- | ---- | ---- | ---- | ---- |
| 195  | 191  | 177  | 169  | 191  | 177  | 172  | 171  | 167  | 164  | 161  |

Динамика населения:

## Экономика
В 2010 году из 109 человек трудоспособного возраста (от 15 до 64 лет) 77 были экономически активными, 32 — неактивными (показатель активности 70,6 %, в 1999 году — 72,8 %). Из 77 активных трудоспособных жителей работали 73 человека (41 мужчина и 32 женщины), 4 числились безработными (двое мужчин и две женщины). Среди 32 трудоспособных неактивных граждан 13 были учениками либо студентами, 11 — пенсионерами, а ещё 8 — были неактивны в силу других причин.